# محمد جوئل
محمد جوئل (بنگالی: মোহাম্মদ মাহবুবুর রহমান জুয়েল؛ زادهٔ ۱۷ فوریهٔ ۲۰۰۱) بازیکن فوتبال اهل بنگلادش است.
وی همچنین در تیم‌های ملی فوتبال زیر ۱۷ سال بنگلادش و بنگلادش بازی کرده است.